# 덴마크 U-19 축구 국가대표팀
덴마크 U-19 축구 국가대표팀(덴마크어: dänische Fußballnationalmannschaft der U-19-Junioren)은 해당 연령대의 국제 축구에서 덴마크를 대표하는 축구 국가대표팀이며, 덴마크 축구 관리 기관인 덴마크 축구 연합의 관리를 받는다. 해당 대표팀은 1950년에 18세 이하 팀으로 운영되었다가, 2001년에는 U-19팀으로 변경되었다.

## 역대 감독
| 감독          | 임기        |
| ------------- | ----------- |
| 쇠렌 레르뷔   | 1974 ~ 1976 |
| 토마스 프랑크 | 2012 ~ 2013 |

## 같이 보기
- 덴마크 축구 국가대표팀
- 덴마크 U-17 축구 국가대표팀
- 덴마크 여자 축구 국가대표팀